# Исуатлансильо (муниципалитет)
Исуатлансильо (исп. Ixhuatlancillo) — муниципалитет в Мексике, штат Веракрус, расположен в Горном регионе. Административный центр — город Исуатлансильо.